# Gildan
Gildan Activewear Inc. er en canadisk beklædningskoncern, som fremstiller og sælger forskelligt activewear. Produkterne omfatter sportstøj, tshirts, fleecetrøjer, osv. Deres brands inkluderer Gold Toe Brands, PowerSox, SilverToe, Auro, All Pro og the Gildan. De har omkring 44.000 ansatte på verdensplan.